# Licheng (Jinan)
Der Stadtbezirk Licheng (chinesisch 历城区, Pinyin Lìchéng Qū) ist ein Stadtbezirk in der chinesischen Provinz Shandong. Er gehört zum Verwaltungsgebiet der Unterprovinzstadt Jinan. Er hat eine Fläche von 1.304 km² und zählt 1.124.306 Einwohner (Stand: Zensus 2010).

## Administrative Gliederung
Auf Gemeindeebene setzt sich der Stadtbezirk aus vier Straßenvierteln und zwölf Großgemeinden zusammen. 